# 伊藤寛之
伊藤 寛之（いとう ひろゆき、1979年10月14日 - ）は、日本のソングライター、編曲家、ギタリスト。静岡県浜松市出身。

## 略歴
2001年、高校の同級生とSPORTSを結成。2004年ビクターエンタテインメントよりメジャー・デビュー。「SUMMER SONIC’04」にも出演、数枚のCDをリリースも2007年に無期限の活動休止へ。その後、Superflyのサポートギタリストとしてツアーへの参加などを経て、現在は作曲家、ザ・チャレンジのタラコチャレンジとして活動中。

## 参加作品

### 2008年
| 発売日  | タイトル   | 収録された作品           |                      |
| 7月16日 | アズキイロ | 干場かなえ「アズキイロ」 | 編曲・ギター・ピアノ |
| 7月16日 | Oh We Are! | 干場かなえ「アズキイロ」 | ギター               |
| 7月16日 | 夢追人     | 干場かなえ「アズキイロ」 | ギター               |

### 2009年
| 発売日   | タイトル        | 収録された作品                |                          |
| 4月22日  | beyond          | 干場かなえ「星花」            | 作詞・作曲               |
| 6月3日   | PERFECT SMILE   | 水樹奈々「ULTIMATE DIAMOND」  | 作詞・作曲・編曲         |
| 10月14日 | Waiting for you | Fire Bomber「Re.FIRE!!」      | 編曲・ギター・キーボード |
| 12月23日 | LOVE 2010       | flumpool「What's flumpool!?」 | プログラミング           |

### 2011年
| 発売日  | タイトル | 収録された作品                      |                |
| 1月26日 | 東京哀歌 | flumpool「Fantasia of Life Stripe」 | プログラミング |

### 2012年
| 発売日   | タイトル               | 収録された作品                      |            |
| 6月27日  | 終わらない花           | fumika「隣にいたかった feat. WISE」 | 作曲       |
| 12月12日 | ダーリンプラスティック | 水樹奈々「ROCKBOUND NEIGHBORS」     | 作曲・編曲 |
| 12月12日 | The great escape       | flumpool「experience」              | 編曲       |

### 2013年
| 発売日  | タイトル  | 収録された作品          |      |
| 6月12日 | Just A 恋 | 9nine「Evolution No.9」 | 作曲 |

### 2014年
| 発売日  | タイトル   | 収録された作品              |      |
| 3月12日 | 既読スルー | HKT48「桜、みんなで食べた」 | 作曲 |

### 2015年
| 発売日   | タイトル | 収録された作品               |      |
| 11月11日 | BRACELET | 水樹奈々「SMASHING ANTHEMS」 | 作曲 |

### 2016年
| 発売日  | タイトル       | 収録された作品                      |            |
| 5月25日 | 勇者ボクの冒険 | ベイビーレイズJAPAN「閃光Believer」 | 作曲・編曲 |

### 2017年
| 発売日   | タイトル | 収録された作品                  |      |
| 11月22日 | yes      | YUKI (歌手)「フラッグを立てろ」 | 作曲 |